# Register Transfer Language
Le Register Transfer Language (RTL) est une représentation intermédiaire d'architecture dépendante proche du langage assembleur principalement utilisée dans les compilateurs modernes. Il est aussi bien implémenté dans des compilateurs tels que gcc ou encore les compilateurs certifiés CompCert et CerCo.

## Éléments du langage
Le langage RTL est une passe de compilation pour un compilateur d'un langage donné. Cependant, sa syntaxe et sa représentation en graphe de flot de contrôle (CFG) perd la structure abstraite du langage. La représentation en graphe de celui-ci permet avant tout d'expliciter le flot de contrôle d'un programme (à l'aide d'arêtes dans un graphe), ainsi l'information de type et les variables disparaissent au profit d'une représentation en pseudo-registres d'une taille donnée en bits.
Le langage des expressions RTL peut être vu comme le plus petit ensemble de pseudo-registres clos par suites et par des opérations d'arité quelconque et définies par le langage de compilation cible.
Micro-Opérations
Le langage RTL est comme le langage assembleur décrit par des opérations élémentaires appelées micro-opérations. Une micro-opération est une opération élémentaire agissant de la même façon sur tous les bits d'un registre et durant au plus un cycle d'horloge. Il existe quatre types d'opérations :
- Opérations de transfert : copier des données d'un registre à un autre.
- Opérations arithmétiques : effectuer des opérations arithmétiques sur les données contenues dans un registre.
- Opérations logiques : manipuler les données d'un registre ou effectuer des opérations logiques bit à bit.
- Opérations de décalage : effectuer un décalage de bits des données dans un registre.